# Кашеваров Олександр В'ячеславович
Олекса́ндр В'ячесла́вович Кашева́ров — сержант Збройних сил України, учасник російсько-української війни 2014—2017.
Брав участь у боях на сході України в складі 95-ї бригади.

## Нагороди
За особисту мужність, сумлінне та бездоганне служіння Українському народові, зразкове виконання військового обов'язку відзначений — нагороджений
- 10 жовтня 2015 року — орденом «За мужність» III ступеня.